# Honoré Gabriel de Riqueti
Honoré Gabriel de Riqueti, graaf van Mirabeau vaak alleen Mirabeau genoemd (Le Bignon-Mirabeau, 9 maart 1749 – Parijs, 2 april 1791) was een Frans revolutionair, schrijver en uitgever die bij overlijden werd gezien als eerste 'grote man' van Frankrijk. Hij had een kenmerkend uiterlijk, onder andere door littekens die hij aan de pokken had overgehouden.  Hij was een charismatische en dominerende figuur in de beginjaren van de Franse revolutie en wordt gezien als iemand die de monarchie had kunnen redden. Mirabeau was erop uit de revolutie in gematigde banen te houden. Hij zou alleen met de Nationale Vergadering samenwerken en niet tegen haar. Zijn streven was een constitutionele monarchie te stichten naar Engels voorbeeld. Na de dood van Mirabeau en de val van de markies de La Fayette stond er een ander soort leiders klaar om de revolutie voort te zetten.

## Jonge jaren
Honoré werd geboren ten zuiden van Fontainebleau, waar de van oorsprong Toscaanse familie Riqueti sinds de 16de eeuw grootgrondbezitter was met een kasteel. Hij was de zoon van Victor de Riqueti, Markies van Mirabeau, bekend vanwege zijn fysiocratische geschriften. Naar verluidt werd Mirabeau geboren met twee kiezen in zijn mond, een ongewoon groot achterhoofd, en een vergroeid been. Op 3-jarige leeftijd kreeg hij de pokken. Alles bij elkaar zorgde dit ervoor dat Mirabeau een niet-alledaagse verschijning was. Op 14-jarige leeftijd werd de moeilijk handelbare Mirabeau naar een kostschool gestuurd. Op zijn 18e schreef hij zich in bij een regiment van de cavalerie, ooit onder het bevel van zijn grootvader. Hij ging een verhouding aan met de vriendin van zijn superieur, zodat Mirabeau deserteerde, met het gevolg dat hij met een lettre de cachet naar een gevangenis op het Île de Ré werd verbannen. Mirabeau kreeg zijn vrijheid terug door deel te nemen aan een militaire expeditie naar Corsica.

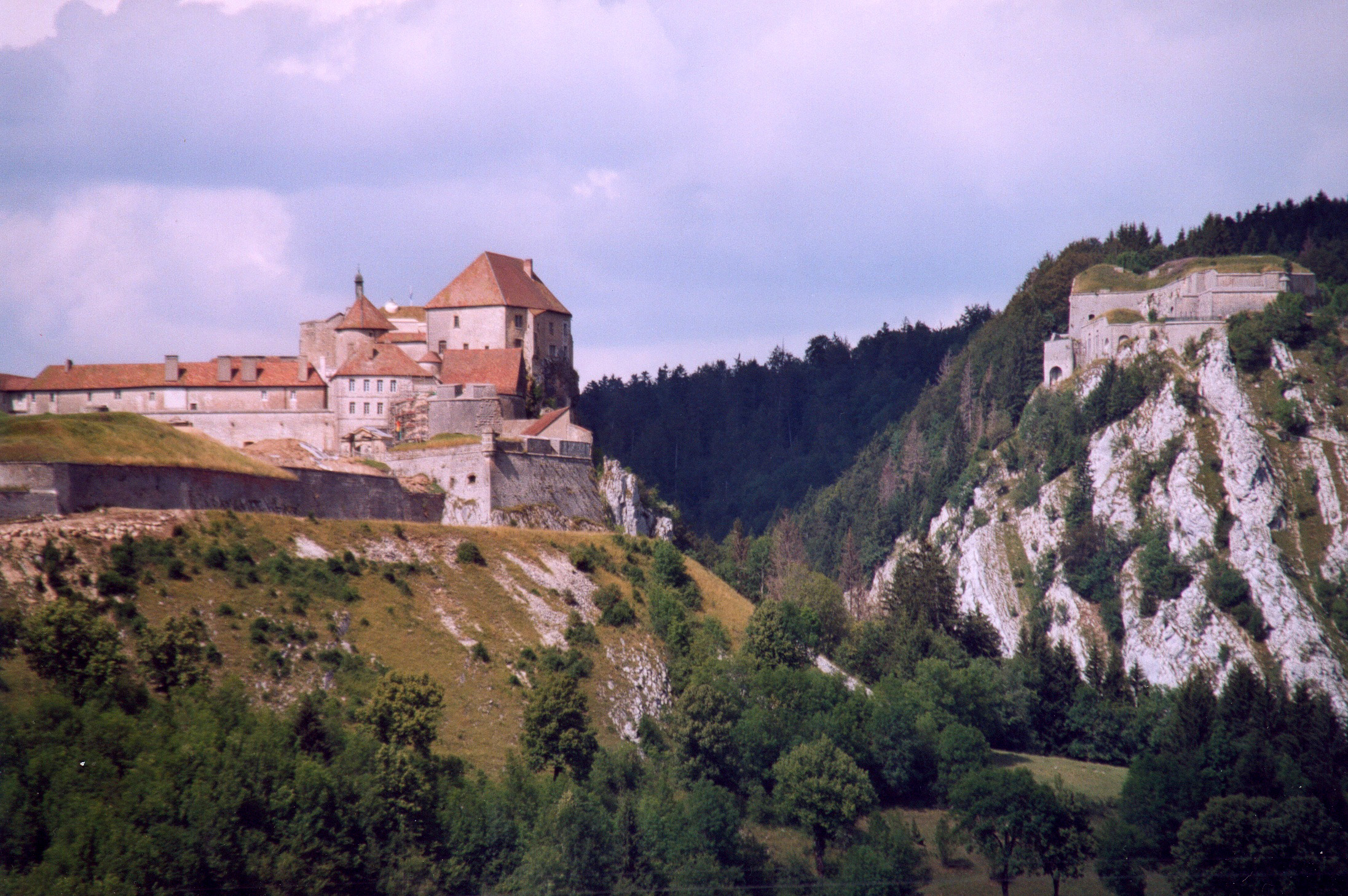
Fort de Joux

## Huwelijk en gevangenschappen
In 1772 trouwde hij met de schatrijke dochter van de markies van Marignane, Marie Emilie. Het was een gearrangeerd huwelijk. De relatie met zijn vader leek dan ook wat beter te worden, maar Mirabeau kwam opnieuw in de problemen door het aangaan van schulden.  Mirabeau werd met een zoveelste lettre de cachet gevangengezet in Fort de Joux, bij Pontarlier aan de Zwitserse grens. Hier had hij enige bewegingsvrijheid en ontmoette hij Pierre-Alexandre du Peyrou en de jonge markiezin van Monnier, Marie Thérèse 'Sophie' Richard de Ruffey, met wie hij een verhouding begon. De 18-jarige Sophie was uitgehuwelijkt aan een haast vijftig jaar oudere man, de voorzitter van het gerechtshof. Mirabeau publiceerde zijn Essai sur le despotisme en werd gevangengezet in het Château de Dyon, maar wist te ontsnappen. Hij vestigde zich samen met Sophie in Les Verrières, Zwitserland, om in oktober 1776 uit te wijken naar Amsterdam. Hij werd bij verstek ter dood veroordeeld, mogelijk vanwege echtbreuk.

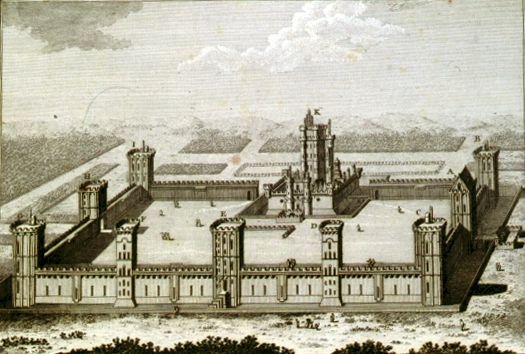
Château de Vincennes

In Amsterdam kregen Mirabeau en zijn vriendin onderdak - onder de naam graaf en grafin de Saint-Mathieu - bij de kleermaker Le Quesne in de St Luciënsteeg. Om geld te verdienen verrichtte Mirabeau vertaalwerk vanuit het Engels. Toen de ware identiteit achter het paar Saint-Mathieu werd ontdekt, liet de raadspensionaris Pieter van Bleiswijk hen door de schout Jan Bernd Bicker arresteren. Mirabeau en de gravin werden in mei 1777 op transport gesteld naar Frankrijk. De zwangere Sophie werd naar een gevangenis in Parijs gebracht; Mirabeau werd opgesloten in het Château de Vincennes, waar ook zijn achterneef de Markies de Sade gevangen zat. Hier schreef Mirabeau de Erotica Biblion en Le Libertin de qualité/Ma conversion (1783) maar ook Lettres à Sophie en Des lettres de cachet et des prisons d'État (allebei postuum uitgegeven in 1792). In 1780 kwam Mirabeau vrij na 2,5 jaar gevangenschap; de rechtbank ontbond zijn huwelijk, hij gaf Sophie de bons en de staatsgevangenis werd gesloten naar aanleiding van de door Mirabeau beschreven wantoestand.

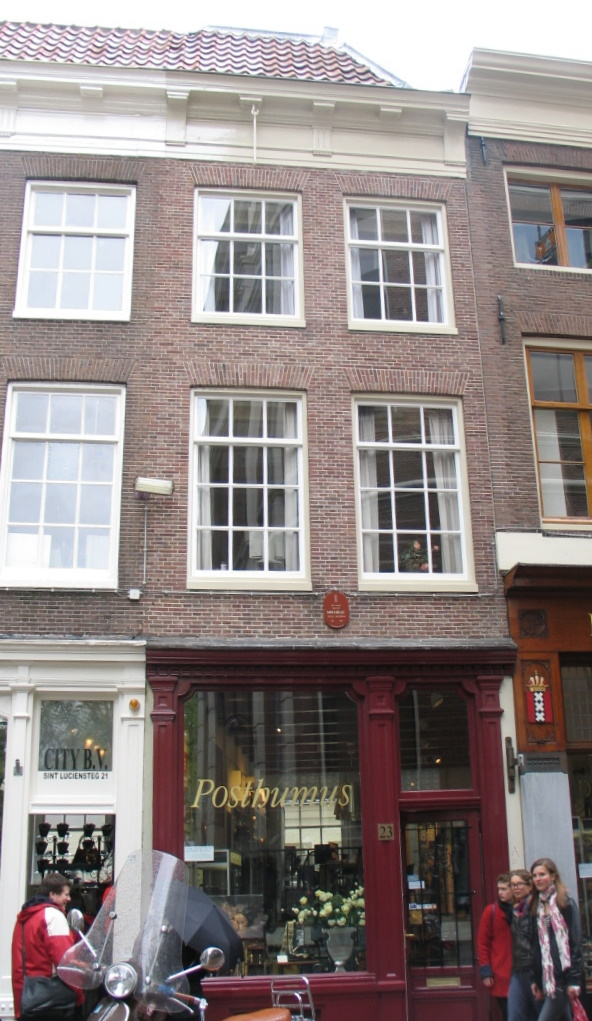
Woonhuis van Mirabeau in de St Luciënsteeg in Amsterdam

## Publicaties
In 1784 publiceerde hij Doutes sur la liberté de l'Escaut, waarin hij de Republiek der Verenigde Nederlanden steunde tegen de pogingen van de keizer Jozef II, die de zogenaamde Keteloorlog uitlokte om vrije doorvaart door de Westerschelde te verkrijgen. Als beroemd man zou hij in 1784 naar Engeland reizen, vanwege zijn fervente oppositie tegen de Franse politieke cultuur, vergezeld van zijn nieuwe geliefde, de 29-jarige Henriette Amalia de Nerha. Mirabeau stuurde eerst zijn geliefde naar Parijs zodat hij in maart 1785 kon terugkeren.
Mirabeau viel de minister van financiën en de aandelenhandel aan. Mirabeau werd beschouwd als een dolle hond. Hij kleedde zich opvallend, met grote knopen op zijn jas en gespen op zijn schoenen. Om tijdelijk van hem af te zijn werd Mirabeau in 1786-1787 op een geheime missie uitgezonden naar het Pruisisch hof van Frederik de Grote in opdracht van Talleyrand. Mirabeau zou in 1789 verslag doen in zijn Histoire sécrète de la cour de Berlin waarin hij op zijn kenmerkende wijze de levenswijze van het Pruisische hof beschreef. Mirabeau liet het manuscript stelen door de uitgever om publicatie van pamflet mogelijk te maken. Het boek werd verboden, maar desalniettemin veel gelezen.

### Aux Bataves sur le Stathoudérat
In 1788 publiceerde hij op verzoek van een nog onbekende briefschrijver Aux Bataves sur le Stathoudérat, een boek dat zoveel invloed had, dat de Friese patriot Coert Lambertus van Beyma langs kwam in Parijs. Het pamflet is een goed gedocumenteerd product van verschillende journalisten, waaronder Jacques Pierre Brissot. In korte tijd kwamen er meerdere drukken op de markt. Gerrit Paape vertaalde het werk naar het Nederlands. De meeste aandacht in het boek ging uit naar de verklaring van de rechten van de mens. Samen met Brissot en La Fayette was Mirabeau een van de leden van de Societé des amis des Noirs, die afschaffing van de slavernij voorstond.

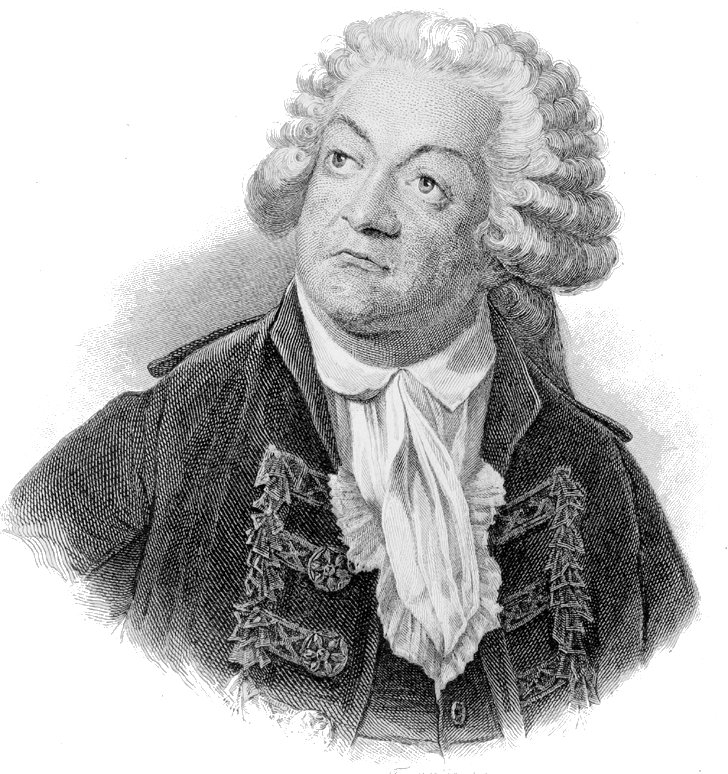
Mirabeau

In 1789 werd Mirabeau in de Franse Staten-Generaal verkozen als vertegenwoordiger van de derde stand voor Aix-en-Provence. De verkiezingen en redevoeringen hielden heel Frankrijk bezig. Mirabeau verzette zich tegen de adel en de geestelijkheid, behorend tot dezelfde families. Een krant die door Mirabeau werd uitgegeven Courrier de Provence werd in mei 1789 in beslag genomen vanwege de gevoelige informatie over de beraadslagingen binnen de Franse Staten-Generaal. Hij had zijn periodiek niet aan de censuur voorgelegd. Mirabeau vond dat het volk recht had te worden geïnformeerd, ofwel op grond van persvrijheid of de zogenaamde openbaarheid van bestuur? Hij publiceerde daarom een verslag van de debatten, voorzien van een politieke analyse.

## Franse Revolutie
Toen de koning Lodewijk XVI weigerde de Derde stand afzonderlijk te laten vergaderen, sprak Mirabeau op 23 juni 1789 de later beroemd geworden woorden uit, dat men niet zou wijken dan voor bajonetten. Mirabeau werd meteen gesteund door Abbé Sieyès en de voorzitter Bailly. De Assemblée Nationale liet zich niet langer koninklijke orders geven. In Parijs wemelde het ondertussen van de militaire troepen. De spanning kwam tot een uitbarsting bij de bestorming van de Bastille op 14 juli.

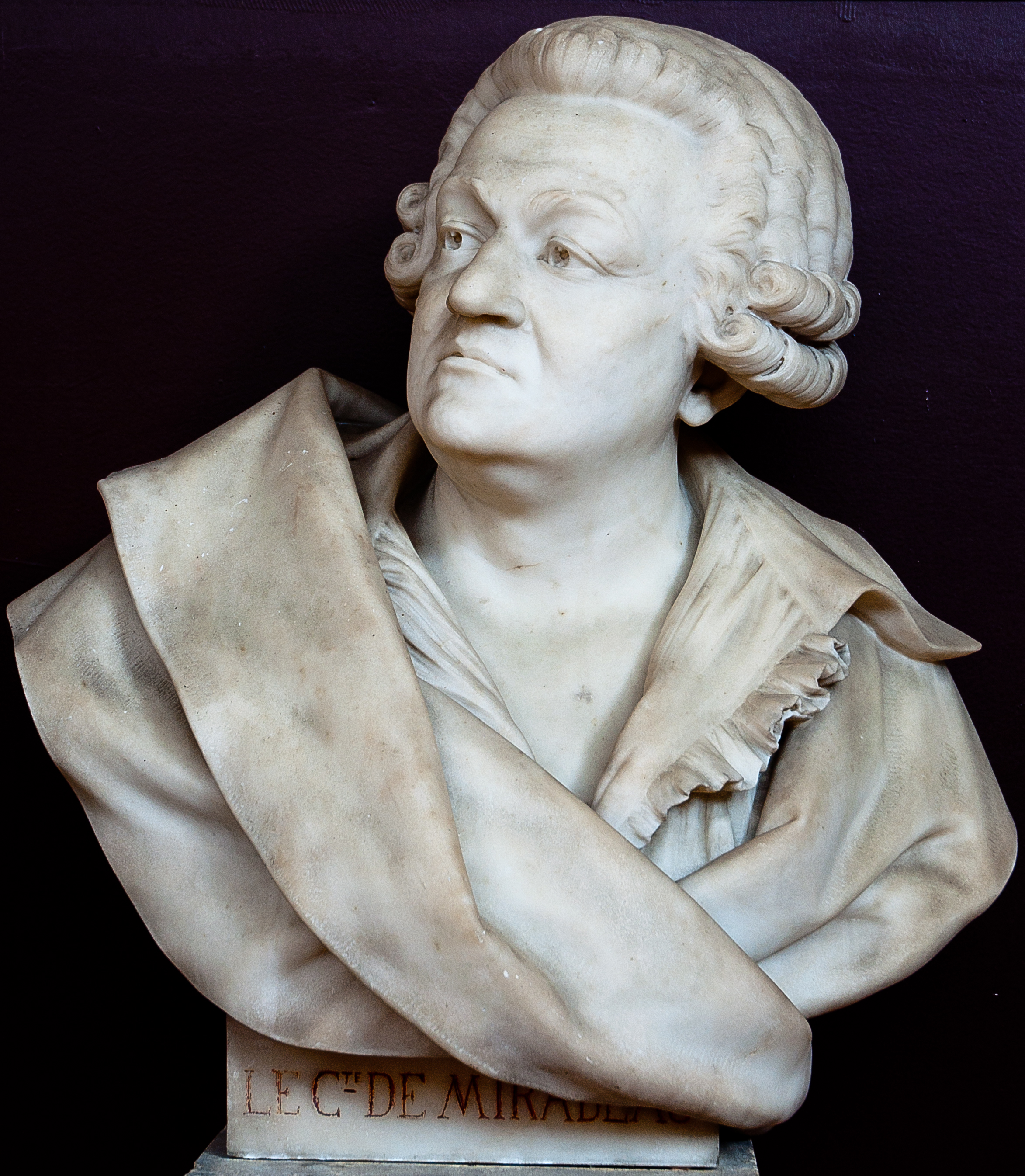
Buste van Mirabeau in Versailles

Mirabeau wierp zich op als een van de leidinggevende politici en liet vanuit Engeland het huishoudelijk reglement van het parlement opsturen. Zijn toespraak over een kwart vermogensbelasting in augustus en tegen het bankroet in september 1789  zijn terecht beroemd. Toen de Parijse vrouwen in oktober in de Conventie verschenen en brood eisten, weigerde hij als demagoog op te treden. Mirabeau was buitengewoon vereerd toen een van de knapste vrouwen op zijn knie ging zitten. Mirabeau was in de Nationale Grondwetgevende Vergadering een scherp en welsprekend spreker, inzake het vetorecht van de koning over oorlog en vrede, en de Verklaring van de Rechten van de Mens en de Burger. 
Met Sieyès verklaarde hij zich in uitzonderingsgevallen voor onteigening, mits dit in het landsbelang was en er van een rechtvaardige en voorafgaande schadeloosstelling sprake is. Op 3 november 1789 werd een geometrische verdeling van Frankrijk in departementen ingediend. Mirabeau verzette zich tegen deze indeling. In dezelfde maand werd hem verhinderd minister te worden en zou in dienst van het hof treden. Met La Fayette kon hij niet goed overweg. Mirabeau wantrouwde zijn capaciteiten.

### Rapporteur aan de koning
Zijn eerste rapport aan de koning dateert van 10 mei 1790. Op 3 juli 1790 had hij een geheime ontmoeting met Marie Antoinette in het park van Saint-Cloud. Op 17 augustus adviseerde hij het hof tegen La Fayette. Hij probeerde koning Lodewijk XVI en diens echtgenote, Marie Antoinette, te overtuigen van de noodzaak om compromissen te sluiten met de aanhangers van de revolutie, om erger te voorkomen. Vanwege zijn verleden van avonturier en ook omdat zij niet wilden begrijpen dat de tijd voor de absolute monarchie nu echt voorbij was, schonken de koning en koningin hem echter onvoldoende vertrouwen. Ze begrepen niet dat de intelligente en welsprekende Mirabeau hun beste steunpilaar was in deze moeilijke tijden. Mirabeau nam echter wel geld in ontvangst van het hof in ruil voor zijn inzichten. Marat viel hem aan vanwege zijn omkoopbaarheid.

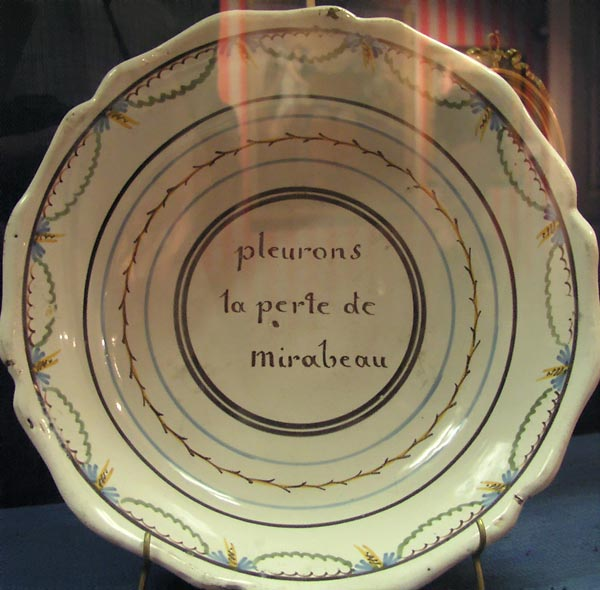
Bord ter herdenking van de dood van Mirabeau. Omstreeks 1791, Musée Carnavalet, Paris.

Mirabeau kocht een appartement aan de Chaussée d'Antin, een dure laan in het 9e arrondissement, waar ook Jacques Necker en Joan Geelvinck woonden. Necker werd zijn tegenstander inzake de assignaten. Op 30 november 1790 was hij op het toppunt van zijn macht. De oplossingen die hij aandroeg hielden altijd het midden tussen ideaal en praktijk. Hij werd eerst president van de Club der Jacobijnen. Op 29 januari 1791 werd hij voorzitter van de Nationale Vergadering. Op 27 maart vroeg hij vijf keer het woord inzake de mijnbouw.

### Laatste maanden
Twee dagen later lag hij op zijn sterfbed. Hij leed al vele maanden aan een chronische oogontsteking en in de laatste maanden van zijn leven ging zijn algemene gezondheid snel achteruit. In de laatste dagen zag hij enorm af. Hij was zijn spraakvermogen kwijt en vroeg naar opium om een einde te maken aan de pijn. Hij maakte zijn testament op en Mme de Nerha was de enige die aanspraak kon maken op een lijfrente. Op zaterdag 2 april 1791 overleed Mirabeau. Over de oorzaak van zijn ziekte bestaat onzekerheid. Hij overleed mogelijk aan syfilis of aan een langdurige en slopende pericarditis of nierkwaal die hij in de gevangenis had opgelopen.
Mirabeau kreeg een staatsbegrafenis met een rouwstoet met daarin alle ministers van de koning, de afgevaardigden van de Nationale Vergadering en ongeveer 100.000 rouwenden. Zijn hart in een loden urn werd in het Panthéon bijgezet, als eerste 'grote man' van Frankrijk, die daar begraven werd; Voltaire en Jean-Jacques Rousseau zouden volgen. Op initiatief van Robespierre werden de overblijfselen van Mirabeau verwijderd, toen bekend werd dat hij in zijn laatste maanden in het geheim had samengespannen met het hof van Lodewijk XVI. Op die plaats kwam het stoffelijk overschot van de nieuwe volksheld Jean-Paul Marat.